# جبل بحيا
جبل بحَيَا (الألف الأخيرة معجمة) (بالصومالية: Buurta Baxaya)‏ هو رابع أطول جبل في الصومال، بعد الجبال الثلاثية قمة شمبريس وجبل سورد وجبل وراق ويصل ارتفاع قمة جمبل بحيا إلى 2,100 م (6,900 قدم)، و يقع الجبل في محافظة باري شمال شرق الصومال وتبعد 60 كيلومتر (37 ميل) شرق مدينة بوصاصو بالقرب من البحر الأحمر. ووفقًا لخريطة أعدتها وكالة رسم الخرائط الدفاعية عام 1974 فإن قمة الجبل تصل إلى ارتقاع 2,135 م (7,005 قدم).
مع بروز من 1،543 إلى 1،613 مترًا، تعد قمة بارزة للغاية، ما يجعلها واحدة من من أبرز قمم إفريقيا، وفريدة من نوعها في الصومال، وتليها قمة شيمبيريس مع بروز يقدر بـ 1,495 م (4,905 قدم). 
ويعد جبل بحيا أعلى قمة في جبال فطيسمي التي تقع في شمال شرق الصومال، التي هي أيضا جزء من سلسلة جبال علمسكاد التي تمتد من كرن بمحافظة باري إلى أقصى شمال شرق القرن الإقريقي، وتشكل قممها أرخبيل سقطرى، وتكون جبل بحيا والمناطق المحيط بها من بقايا سلسلة بركانية قديمة. 